# Sichter (Wiebelsaat)
Die Sichter ist ein 2,6 km langer, orografisch linker Nebenfluss der Wiebelsaat. Der Bach fließt vollständig im Gebiet der zum  nordrhein-westfälischen Märkischen Kreis gehörenden Stadt Meinerzhagen.

## Geographie

### Verlauf
Der Bach entspringt etwa 500 m südwestlich von Nocken im westlichen Ebbegebirge auf einer Höhe von 534 m ü. NN. 
Vorwiegend in westliche Richtungen abfließend unterquert die Sichter nach rund 450 m Fließstrecke die Bundesautobahn 45. Anschließend wendet sich die Sichter nach Südwesten. Bei Stationierungskilometer 1,1 mündet linksseitig das 0,6 km lange Ramenssiepen und bei Stationierungskilometer 0,8 die 1,627 km lange Sichter. Nach dem Durchfließen von Singerbrink mündet die Sichter auf 383 m ü. NN linksseitig in die Wiebelsaat. 
Bei einem Höhenunterschied von 151 m beträgt das mittlere Sohlgefälle 58,1 ‰. 

### Einzugsgebiet und Zuflüsse
Das 2,647 km² große Einzugsgebiet wird über Wiebelsaat, Volme, Ruhr und Rhein zur Nordsee entwässert.
Direkte Zuflüsse
- Ramenssiepen (links), 0,5 km[5]
- Sichter [GKZ 2768242] (links), 1,7 km

## Naturschutzgebiet
Auf weiten Strecken durchfließt die Sichter das 18,47 ha große Naturschutzgebiet Sichter-Talräume.